# Juan Díaz de Solís
Juan Díaz de Solís (Lebrija, Sevilla, 1470 – Punta Gorda, Riu de la Plata, Banda Oriental, 20 de gener de 1516) va ser un navegant i explorador andalús, descobridor del Riu de la Plata.

## Biografia
Díaz de Solís va néixer possiblement a Lebrija, Sevilla, tot i que alguns autors consideren que el seu lloc de naixença hauria estat a Portugal, fill d'immigrants andalusos.
Va ser navegant durant les expedicions de Yucatán els anys 1506-1507 i del Brasil el 1508 amb Vicente Yáñez Pinzón. Es va convertir en Pilot Major de Castella el 1512 després de la mort d'Amerigo Vespucci, i va rebre ordres d'actualitzar el Padró Reial amb Juan Vespucci.
Dos anys després de ser nomenat per ocupar aquest càrrec, Díaz de Solís va preparar una expedició per explorar la regió meridional d'Amèrica. Els seus tres vaixells i una tripulació de 70 homes van sortir des de la costa de Sanlúcar de Barrameda, a Andalusia, el 8 d'octubre de 1515. Va continuar el trajecte per la costa meridional d'Amèrica del Sud fins a arribar a la conca del Riu de la Plata. Li va donar el nom al Riu de la Plata el 1516, continuant el viatge pels rius Uruguai i Paranà al costat de dos oficials i de set homes. La historiografia tradicional assenyala que Díaz de Solís i els seus homes no van aconseguir avançar riu adins perquè van ser atacats per membres del poble charrúa. Alguns dels supervivents van confirmar que Díaz de Solís havia mort després dels atacs d'aquest grup amerindi local. El seu cunyat, Francisco de Torres, va assumir el lideratge i va decidir tornar cap a Espanya.
Solís hauria mort a l'actual territori de Punta Gorda, Montevideo. El principal teatre de la ciutat – i de l'Uruguai – porta el seu nom, així com les localitats de Solís, al departament de Maldonado, i Solís de Mataojo, al departament de Lavalleja. A més a més, hi ha rierols, carrers i places en homenatge a Díaz de Solís, tant a l'Uruguai com a l'Argentina.